# Mohedas de la Jara
Mohedas de la Jara es un municipio y localidad española de la provincia de Toledo, en la comunidad autónoma de Castilla-La Mancha. El término municipal tiene una población de 410 habitantes (INE 2024).

## Toponimia
El término Mohedas sería el plural de moheda, voz castellana moheda bosque espeso, con matorral, cuya etimología ha sido objeto de prolongada discusión. Según algunos autores, podría derivarse de un nombre árabe con el significado de 'montes con jarales'. Según Bellosillo, moheda se derivaría de mogeida, del verbo gáyade, 'esconderse en la espesura', referido al monte alto con jarales y maleza. Coromines sopesa las posibilidades de una etimología arábiga, pareciendo decantarse por la opción, puramente romance, de derivar moheda de "moho". Pero su propuesta de que se trate de un uso metafórico "cosa mohosa = bosque con matorrales" (porque tanto el moho como la maleza echan a perder la comida o el arbolado), puede ser afinada en lo semántico. Se está ante una aplicación literal del término, aún vigente en dominio leonés, "mofo", en su acepción plenamente comprobada "líquenes o musgos de los árboles".
Puede compararse con el nombre del pueblo zamorano de Moveros, cuya etimología parece ser igualmente un derivado desde mofos 'líquenes o musgos'. Es por lo tanto un colectivo vegetal, con el sufijo "–eros < -ārios". Compárese el monte de la Mofosa, citado en el Libro de la montería (1350) cerca de El Tiemblo (Ávila). En el entorno de Fundão, Portugal, se usa la voz mofêdo ‘excesso de ramagem que prejudica o desenvolvimento da árvore’. Es un derivado de mofo, comparable a *mofeda, que se explica teniendo en cuenta que, en encinares o robledos, es el ramaje secundario o proliferante el más dado a tapizarse de líquenes.
Casillas Antúnez estudia la historia y antecedentes de Moheda de Gata, pueblo de la tierra de Coria, repasando propuestas para la etimología de moheda. Refuerza la hipótesis de un origen en mofo el hecho de que el lugar se documenta en 1251 La Mofeda. Una dehesa de tierra de Coria era El Mohedal (posiblemente la misma sobre la que se asienta el poblado), cuya morfología orienta hacia un origen puramente romance.
Por otro lado, el término "Jara" se deriva del árabe Ša'ra referido a la cistácea. Según Jiménez de Gregorio este término lo pudieron traer los mozárabes que repoblaron esta zona a finales del siglo XIII o principios del XIV.

## Geografía
El municipio se encuentra situado «en una llanura á la falda de una elevada sierra que le circunda de S. á O.» Pertenece a la comarca de La Jara y linda con los términos municipales de Villar del Pedroso y Carrascalejo al oeste y noroeste en la provincia de Cáceres y Aldeanueva de San Bartolomé al norte, El Campillo de la Jara, Retamoso de la Jara y Los Navalucillos al este y Puerto de San Vicente al sur, en la de Toledo.
Al suroeste de su término se encuentra la sierra de Altamira con picos como Horcadas con 1190 m sobre el nivel del mar, Risco de Gavilanes con 1244 m, Riscos Altos con 1324 m y Risco de las Moras con 1279 m. Por el término discurren distintos arroyos como el de la Huesca, Aguilucha o Pedroso y otros de menos importancia como el de los Espinos, Gavilanes, Guijuela y Cagancha.

## Naturaleza

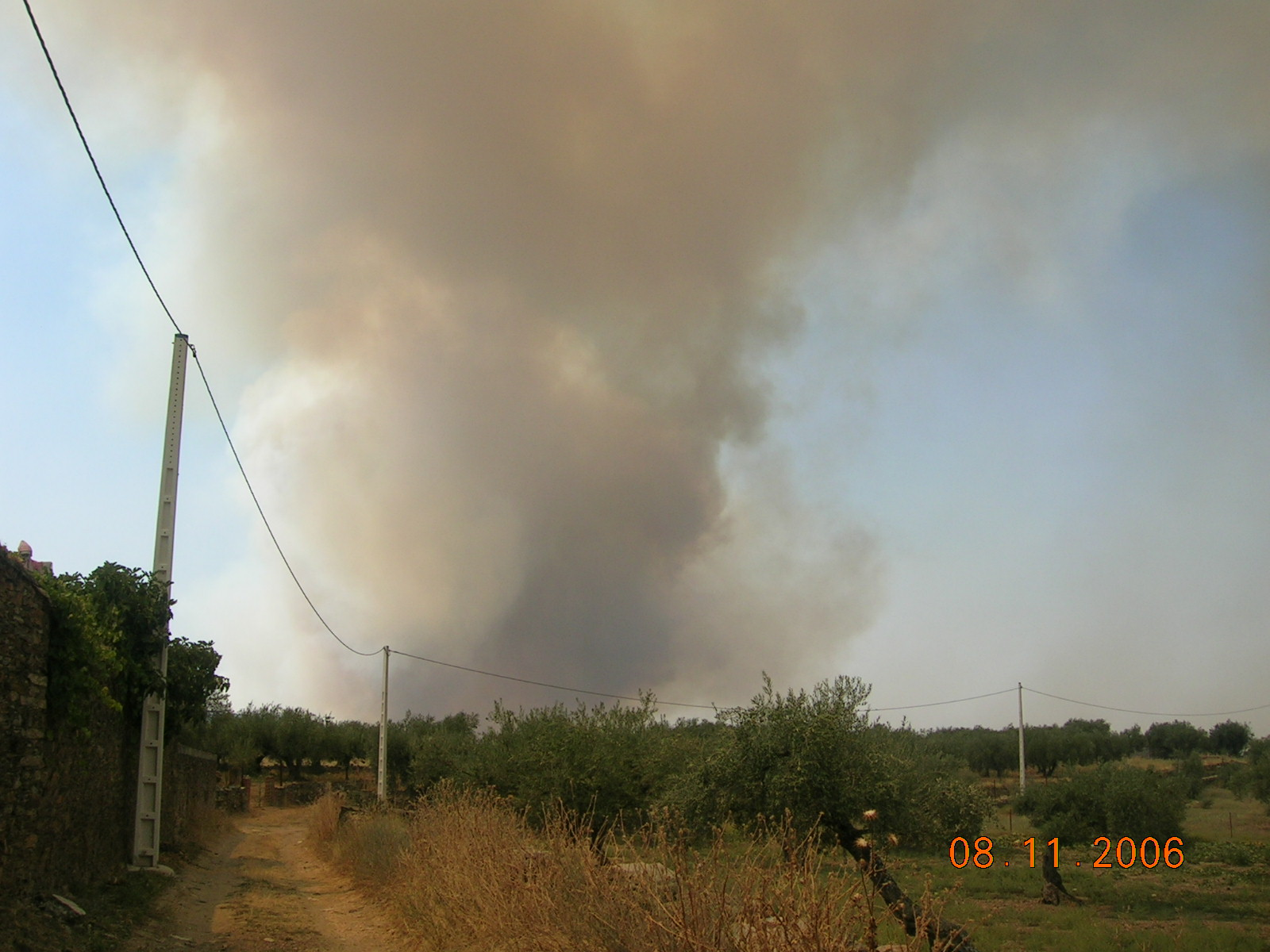
Incendio de 2006 desde Mohedas de la Jara

Destacan sus parajes con chaparros, tomillo o la omnipresente jara. Posee abundante caza siendo el corzo el ejemplar más representativo. 

## Historia

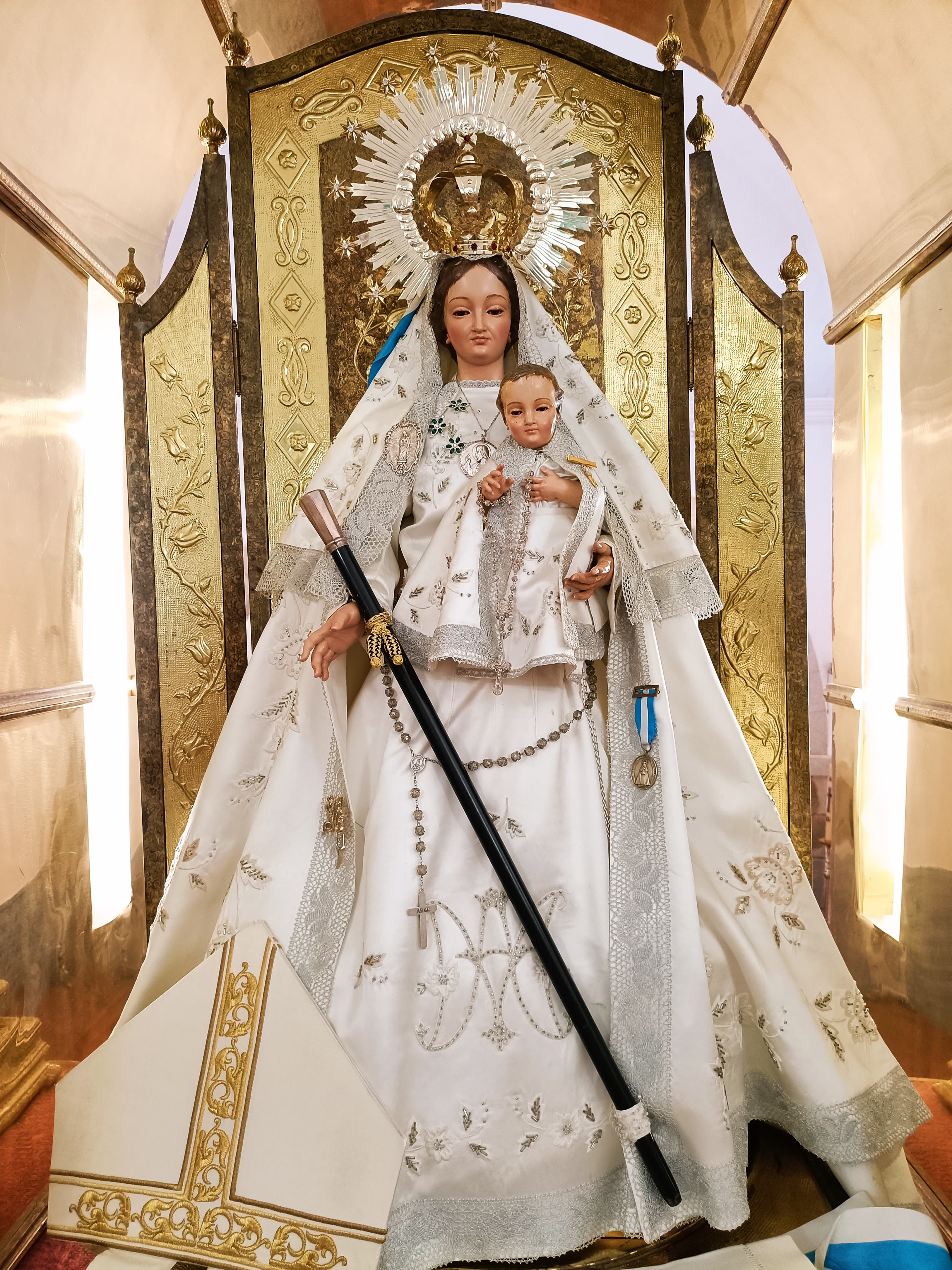
Nuestra Señora del Prado, patrona del municipio

Es probable que su origen se debiera a ganaderos y colmeneros que llegaban a la zona en ciertas épocas del año. Se desconoce la fecha de su fundación, aunque debió de ser poco antes del 1400, ya que posterior a esta fecha se conservan inscripciones labradas en piedra en las fachadas de algunas casas del municipio. Una de ellas hace mención a la creación del Real Pósito por Carlos IV en 1742. También tomamos como referencia la construcción de la iglesia de San Sebastián en el año 1427. 
Perteneció al señorío de Talavera de la Reina, como toda la comarca. Según unos datos antiguos, este pueblo fue curato de ascenso[cita requerida], siendo anejos los lugares de Aldeanueva de San Bartolomé, El Campillo de la Jara y Puerto de San Vicente.
A mediados del siglo XIX tenía 250 casas y el presupuesto municipal ascendía a 7700 reales de los cuales 2800 eran para pagar al secretario. Hacia dicha fecha el lugar contaba con una población censada de 1059 habitantes. La localidad aparece descrita en el undécimo volumen del Diccionario geográfico-estadístico-histórico de España y sus posesiones de Ultramar de Pascual Madoz de la siguiente manera:

MOHEDAS DE LA JARA: l. con ayunt. en la prov. y dióc. de Toledo (20 leg.), part. jud. de Puente del Arzobispo (4), aud. terr. de Madrid (28), c. g. de Castilla la Nueva: sit. en llanura á la falda de una elevada sierra que le circunda de S. á O., es de clima frío, reinan los vientos O. y N., y se padecen intermitentes de todos tipos, gastritis, carbunclos y pústulas, afecciones de pecho y reumas: tiene 250 casas, la de ayunt., cárcel destruida destinándose para este efecto un local del pósito; escuela de niños, dotada con 1,100 rs. de los fondos públicos á la que asisten 48; igl. parr. dedicada á San Sebastian con curato de primer ascenso y provision ordinaria de la cual son anejos los lugares de Aldeanueva, de San Bartolomé (1/2 leg), Campillo de la Jara (1) y Puerto de San Vicente (2) con un teniente en cada uno; en los afueras al E. la ermita de Ntra. Sra. del Prado, que sirve de cementerio. Confina el térm. por N. y O. con el de el Villar del Pedroso y Alia (Gáceres); E. Campillo de la Jara y Aldeanueva de San Bartolomé; S. Puerto de San Vicente; á dist. de 1/2 leg., á 1, y comprende la deh. boyal al S., el monte de la Mata al N., el egido que le circunda de N. á S. y el Toconal al S. todos poblados de monte alto y bajo: le bañan los arroyos Andiluena y Pedroso, pequeños, que desembocan á 4 leg. en el Tajo y no varían de nombre: el terreno es desigual y de mala calidad: los caminos vecinales, y cruza de E. á O. el de herradura que comunica por Puente del Arzobispo con Castilla parte de la Mancha y Estremadura Baja: el correo se recibe en la estafeta de la cab. del part., por balijero 3 veces á la semana: prod. escasos cereales, aceite, vino y frutas; se mantiene ganado cabrío, lanar, de cerda, vacuno; y se cria caza menuda. ind. y comercio: 2 molinos harineros, 5 idem destruidos, 5 molinos de aceite: se estraen las frutas, algun vino y los ganados. pobl.: 282 vec., 1,059 alm. cap. prod.: 1.071,566 rs. imp.: 27,949. contr. según el cálculo general de la prov. 74'48 por 100. presupuesto municipal 7,700 del que se pagan 2,800 al secretario por su dotacion y se cubre con el producto de la bellota del monte, pastos de su deh. y repartimiento vecinal.
Este pueblo pertenece al terr. de la Jara. (V.)
(Madoz, 1848, p. 451)

En su historia reciente hay que destacar el devastador incendio de agosto de 2006 que dejó calcinada gran parte de la zona. A raíz de este acontecimiento se creó la asociación cultural "La Prazuela" que se dedica recaudar dinero para repoblar los montes quemados.

## Demografía
| Gráfica de evolución demográfica de Mohedas de la Jara entre 1900 y 2006                |
|                                                                                         |
| Fuente: Instituto Nacional de Estadística de España - Elaboración gráfica por Wikipedia |

## Administración
| Periodo   | Nombre                            | Partido   |
| --------- | --------------------------------- | --------- |

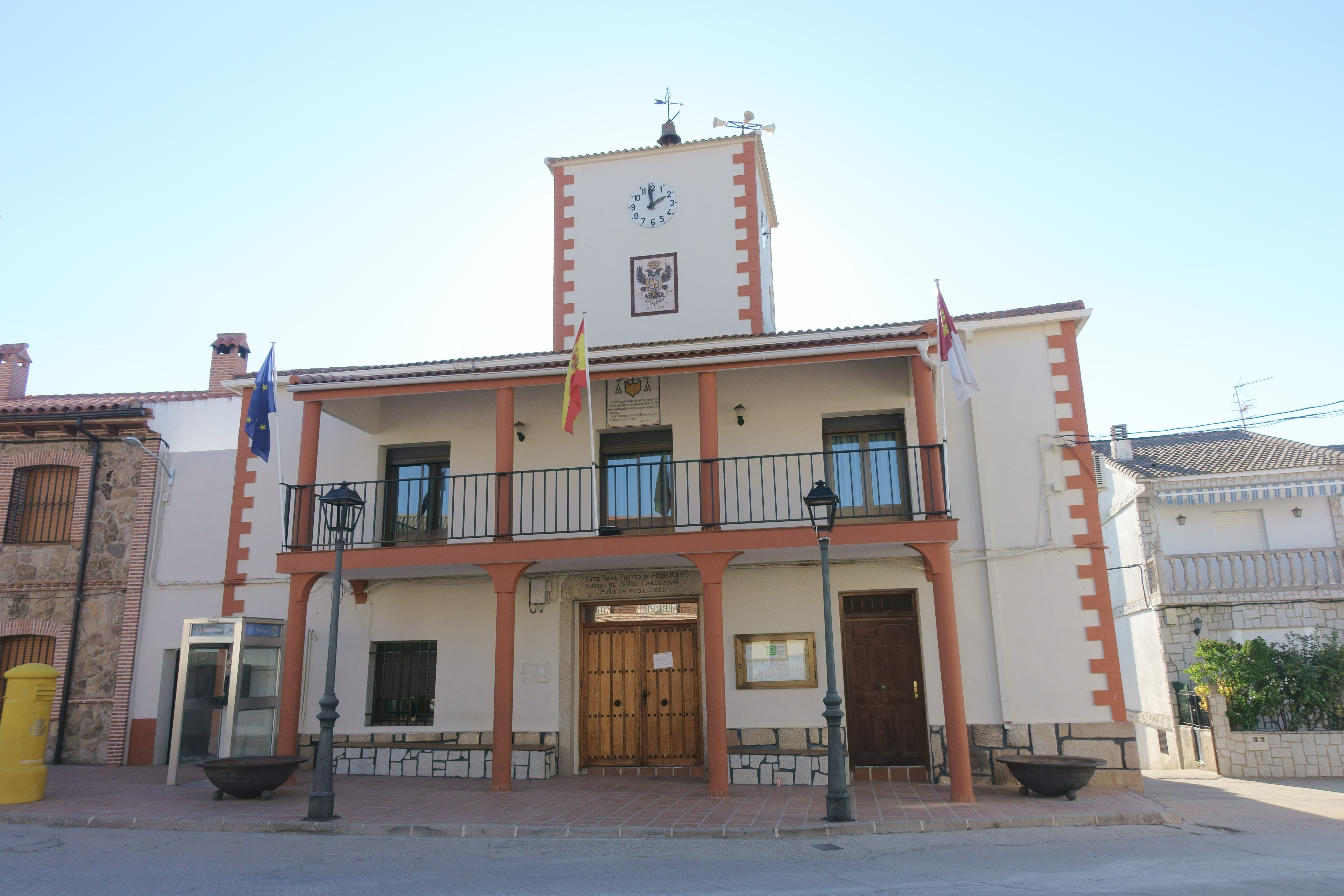
Casa consistorial

| 1979-1983 | Félix Julián Moreno González      | UCD       |
| 1983-1987 | Félix Julián Díaz Muñoz           | AP/PDP/UL |
| 1987-1991 | Félix Julián Díaz Muñoz           | PP        |
| 1991-1995 | Martín López Oliva                | PP        |
| 1995-1999 | Martín López Oliva                | PP        |
| 1999-2003 | Martín López Oliva                | PP        |
| 2003-2007 | Víctor Manuel Romano Blázquez     | PP        |
| 2007-2011 | José Ángel Gómez López            | PSOE      |
| 2011-2015 | José Ángel Gómez López            | PSOE      |
| 2015-2019 | Antonio Soria                     | PP        |
| 2019-2023 | Pedro Antonio de la Fuente Krauss | PSOE      |
| 2023-act. | Miguel Ángel García               | PP        |

## Monumentos

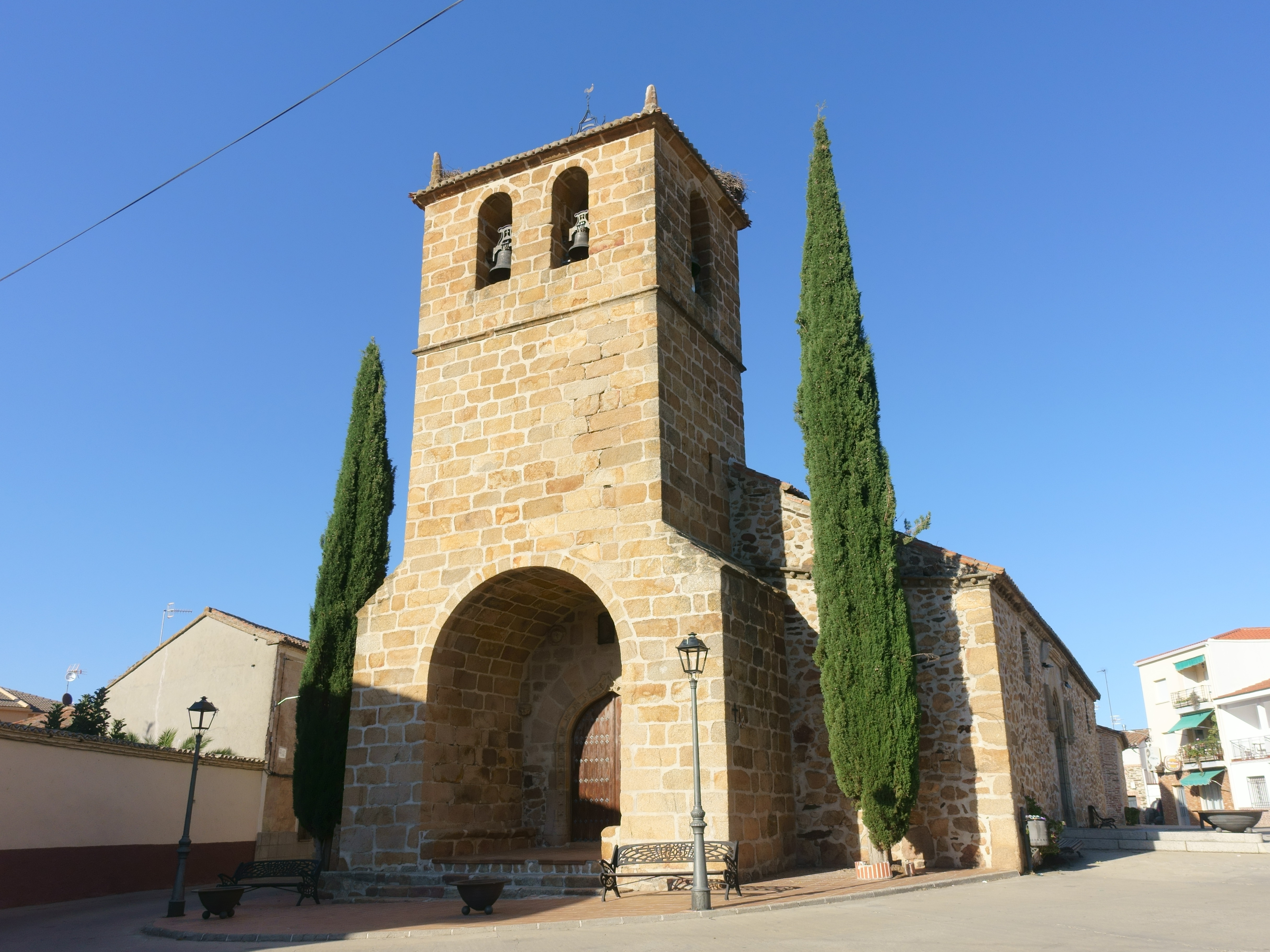
Iglesia de San Sebastián

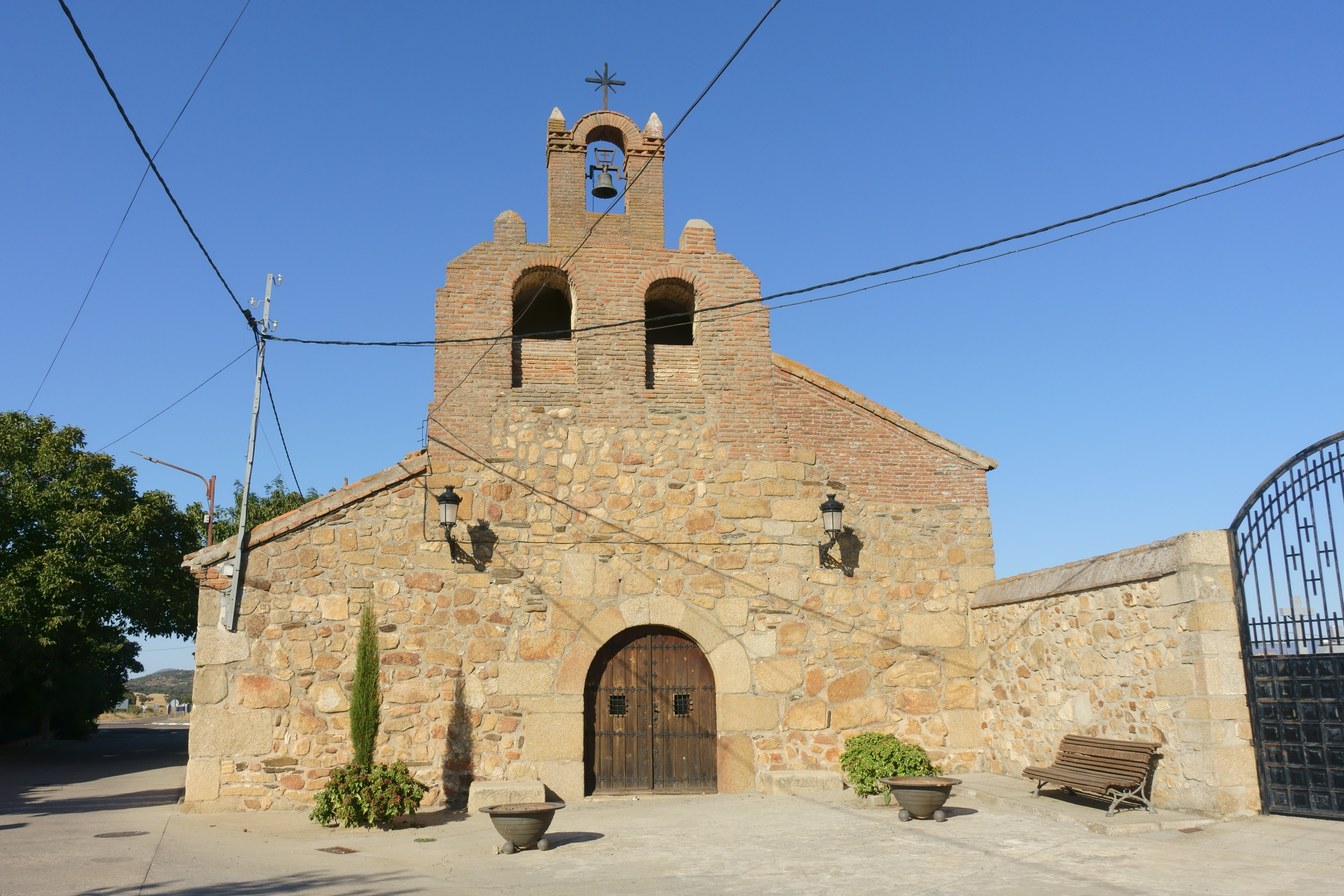
Ermita de Nuestra Señora del Prado

- Ermita de Nuestra Señora del Prado: de estilo renacentista.
- Casa del Obispo Álvarez: construida en 1790.
- Iglesia de San Sebastián: considerada por los mohedanos como "la catedral de la Jara".
- Puente de Cubilar: construido en 1790 por orden del mencionado obispo Álvarez.
- Museo de la Guerra Civil de Antonio de la Fuente.

## Fiestas
- 20 de enero: fiestas en honor al patrón del pueblo, San Sebastián.
- 15 de agosto: fiestas en honor a la patrona del pueblo, Nuestra Señora del Prado.
- Febrero-marzo (habitualmente): Fiesta del Sopetón, fiesta del aceite de oliva.
- Octubre: Romería a la Virgen del Rosario

## Personas notables
- Juan Álvarez de Castro (1724-1809): obispo de Coria.

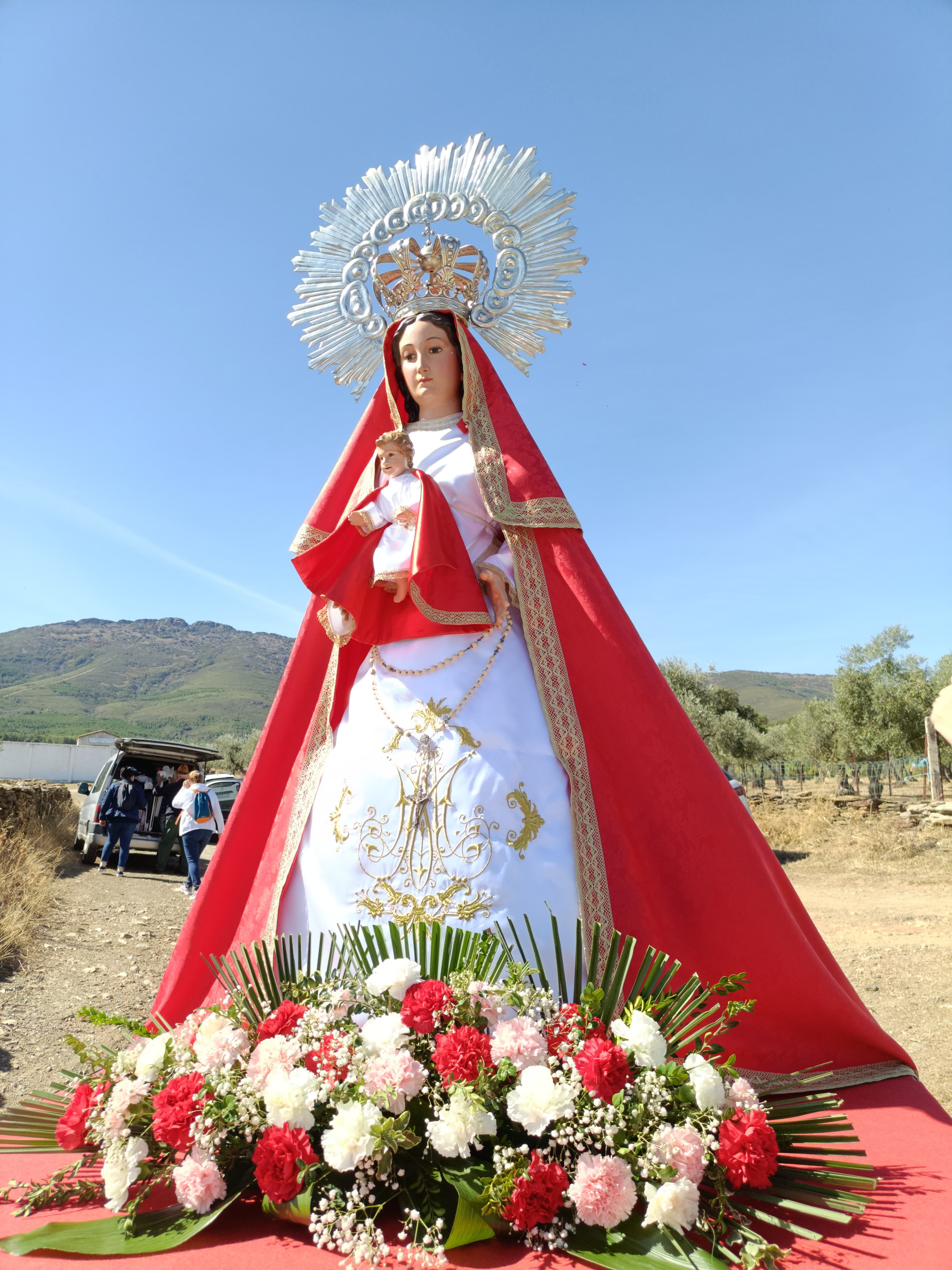
Virgen del Rosario, en su I Romería